# Conseil communal (Belgique)
Pour les articles homonymes, voir Conseil communal.
En Belgique, le conseil communal (en néerlandais : gemeenteraad, en allemand : Gemeinderat) est l'assemblée législative au niveau de la commune. Il est composé de conseillers, du bourgmestre et des échevins, élus directement par les citoyens lors des élections communales. Le bourgmestre et les échevins forment l'organe exécutif de la commune, appelé Collège des bourgmestre et échevins (à Bruxelles et en Flandre) ou Collège communal (en Wallonie).
Depuis le 1er janvier 2002, les régions sont compétentes pour édicter la quasi-totalité des règles d'organisation de leurs institutions locales. Cette évolution s'inscrit dans la logique du fédéralisme belge.
Les modalités de fonctionnement d'un conseil communal peuvent donc varier d'une région à l'autre.

## Description

### Généralités
Le conseil communal est intégralement renouvelé lors d'élections qui ont lieu tous les 6 ans le deuxième dimanche d'octobre. La dernière en date s'est déroulée le 14 octobre 2018.
Les conseillers communaux sont élus directement par l'assemblée des électeurs de la commune.
Leur nombre, toujours impair, varie de 7 à 55 suivant l'importance démographique de la commune.
Le vote est obligatoire pour les citoyens belges.
Les ressortissants des autres États membres de l'Union européenne et d'États tiers bénéficient du droit de vote sur base volontaire. Mais une fois inscrits au Registre des Électeurs, l'obligation de vote leur est appliquée également.
Ces mêmes ressortissants peuvent également se présenter comme candidat sur les listes électorales communales (et européennes, selon les cas).
Le conseil s'assemble toutes les fois que l'exigent les affaires comprises dans ses attributions, et au moins dix fois par an.
Les séances du conseil communal sont publiques sauf lorsqu'il s'agit de questions concernant des personnes, qui sont donc traitées en huis clos.
Le Conseil règle tout ce qui est d'intérêt communal. Il délibère sur tout autre objet qui lui est soumis par l'autorité supérieure.

### En Région wallonne
En Région wallonne, depuis les élections communales de 2006, le bourgmestre n'est plus nommé par le pouvoir exécutif sur proposition du Conseil communal : c'est le candidat qui totalise le plus de voix de préférence sur la liste la plus importante de la coalition qui obtient la fonction de bourgmestre (il peut toutefois refuser ce mandat).
La coalition mise en place peut être renversée par un vote dit de méfiance constructive après 18 mois de fonctionnement : les opposants doivent proposer à la place du collège communal, au pouvoir un autre collège. Si la proposition recueille la majorité, c'est ce nouvel exécutif qui prend la direction de la commune. Il ne peut plus être procédé à un nouveau vote de ce type avant un an. En outre, le Gouvernement wallon veut depuis 2005 mettre en place une cour des comptes, chargée de contrôler la manière dont les communes sont gérées, projet né à la suite de très nombreuses malversations commises dans la gestion de la ville de Charleroi durant la mandature (2000-2006). Tout cela tend à transformer le Conseil communal en une sorte de parlement local.